# 前田四郎
前田 四郎（まえだ しろう、1917年2月25日 - 1999年10月4日）は、日本の化学工学者。東北大学総長も務めた。正三位勲一等瑞宝章。娘は病理学者（理学博士、東北大学）で、ノースカロライナ大学チャペルヒル校のロバート・H・ワグナー特別教授である前田信代と、東北大学大学院教育学研究科教授（人間発達臨床学）の加藤道代。兵庫県出身。

## 経歴
- 1940年 東北帝国大学工学部化学工学科卒業
- 1940年 朝鮮金属株式会社入社
- 1945年 東北大学非水溶液化学研究所嘱託
- 1995年 東北大学工学博士
- 1958年 東北大学工学部教授
- 1974年 東北大学工学部長
- 1975年 化学機械協会（現化学工学会）会長
- 1977年 東北大学総長
- 1980年 エネルギー・資源学会 会長（初代）[2]
- 1983年 東北大学総長退任
- 1983年 東北産業技術開発協会理事長
- 1984年 宮城県工業技術センター顧問
- 1986年 宮城県高度技術振興財団理事長
- 1989年 勲一等瑞宝章受章
- 1999年 正三位